# 道の駅丹波おばあちゃんの里
道の駅丹波おばあちゃんの里（みちのえき たんばおばあちゃんのさと）は、兵庫県丹波市春日町七日市にある国道175号の道の駅である。
2020年（令和2年）に重点「道の駅」に選定。2022年（令和4年）3月26日にリニューアルオープンした。

## 施設
- 駐車場
  - 普通車：180台
  - 大型車：13台
  - 身障者用：4台
- トイレ（いずれも24時間利用可能） - 交通情報センターと併設。
  - 男：大 2器、小 8器
  - 女：10器
  - 身障者用：2器
- 物産館
- フードコート・観光情報センター
- 農畜産物加工処理施設（この施設に限り、入場見学不可）
- 遺跡公園 - 芝生広場、多目的広場、発掘体験エリアなど

### 管理団体
- 設置者：丹波市
- 指定管理者：丹波ふるさと振興株式会社
  - 開駅当初の名は春日ふるさと振興株式会社[2][4]。

## アクセス
- 国道175号 - 登録路線
- 舞鶴若狭自動車道・北近畿豊岡自動車道「春日IC」そば[2]。
  - 2018年3月24日より、ETC2.0搭載車に限り春日ICを退出して当道の駅に立ち寄り再進入できる一時退出の社会実験を実施している[5]。春日IC退出してから1時間以内（当初、2022年現在は2時間以内[6]）でかつ同一方向での退出・進入に限り料金調整が実施される。なお、上りから退出し下りへ進入した場合は対象外となる（その逆も同じ）。
- 西日本旅客鉄道（JR西日本）福知山線「黒井駅」より自動車で7分、徒歩30分。